# Beriszló
A Beriszló a szláv Pribyslav névből származik, ennek jelentése: gyarapododik, (meg)nő + híres.

## Gyakorisága
Az 1990-es években szórványosan fordult elő, a 2000-es években nem szerepel a 100 leggyakoribb férfinév között.

## Névnapok
- december 14.[2]

## Híres Beriszlók
- Beriszló Péter - horvát bán, veszprémi püspök, az oszmán-törökök elleni harcok egyik jeles hadvezére. Azon kevesek közé tartozott, akik komolyan kezelték az Oszmán Birodalom terjeszkedését és tettek a török elleni védekezés megszervezésére.

- Beriszló Bertalan - vránai perjel, Mátyás halála után Corvin János híve. A Csontmezei csatában elfogták és csak Ulászlónak tett hűségesküje után bocsátották szabadon, Beriszló Bertalan azonban csak színleg volt híve Ulászlónak aki ellen titkon fellázította Újlaki Lőrincet is. Mikor azonban ez kitudódott, Beriszló Bertalant elfogták és javait elkobozták. Később aztán Ulászló újra visszahelyezte birtokaiba.

- Beriszló János - Ráczország despotája volt, a feljegyzések szerint szintén jelen volt az 1505-ki országgyűlésen.

- Beriszló István - 1526-ban Ráczország despotája.